# Order Uśmiechu
Order Uśmiechu – międzynarodowe odznaczenie nadawane od 1968 roku za działania przynoszące dzieciom radość.

## Historia
Na pomysł nadawania Orderu wpadła w 1968 redakcja „Kuriera Polskiego” którego redaktorem naczelnym był Cezary Leżeński. Inspiracją był wywiad z Wandą Chotomską z okazji 5-lecia dobranocki dla dzieci Jacek i Agatka. Pisarka opowiedziała w nim o chłopcu ze szpitala rehabilitacyjnego w Konstancinie pod Warszawą, który chciał nadać medal lekarzowi, który się nim opiekował. Inna wersja mówi natomiast o tym, że on chciał go podarować Jacusiowi z dobranocki. Dziennikarze uznali, że dzieci mogą nagradzać dobrą pracę dorosłych, dlatego ogłoszono ogólnopolski konkurs na projekt odznaczenia. Na adres Telewizji Polskiej i do redakcji „Kuriera Polskiego” dzieci nadesłały 44 tysiące prac. Jury pod przewodnictwem Szymona Kobylińskiego wybrało projekt Ewy Chrobak. Order z nr 1 w lutym 1969 roku otrzymał lekarz z Poznania Wiktor Dega.
W 1979 (ogłoszonym przez ONZ Międzynarodowym Rokiem Dziecka) po wystąpieniu kanclerza Cezarego Leżeńskiego przed Zgromadzeniem Ogólnym Sekretarz Generalny ONZ Kurt Waldheim nadał Orderowi Uśmiechu rangę międzynarodową. Od tej pory Kapituła Orderu Uśmiechu stała się międzynarodowa. Jej pierwsze spotkanie odbyło się w maju 1980 roku. W 1990 roku po zmianie właściciela „Kuriera Polskiego” Kapituła została zawieszona, dlatego w 1992 roku zostało zarejestrowane niezależne Stowarzyszenie Kapituła Orderu Uśmiechu.
1–2 czerwca 1996 roku zwołano w Rabce Pierwszy Światowy Zlot Kawalerów Orderu Uśmiechu, podczas którego otwarto Muzeum Orderu Uśmiechu, a miastu nadano status „Miasta Dzieci Świata”. II Zlot odbył się ponownie w Rabce rok później, w 1997 roku. Od 2023 roku Muzeum Orderu Uśmiechu znajduje się w Głuchołazach – Mieście Orderu Uśmiechu.
W 2003 Międzynarodowa Kapituła Orderu Uśmiechu odbyła pierwsze w historii swoje posiedzenie poza Warszawą, miało to miejsce w Świdnicy, gdzie powstało pod jej patronatem Europejskie Centrum Przyjaźni Dziecięcej. Nadano wówczas miastu Świdnica tytuł „Stolicy Dziecięcych Marzeń” i ogłoszono 21 września Światowym Dniem Orderu Uśmiechu.

### Obchody 50-lecia w 2018 roku
Obchody rozpoczęło wręczenie przez kanclerza Marka Michalaka Orderu Uśmiechu papieżowi Franciszkowi. W ramach obchodów 50-lecia istnienia Orderu Kapituła nadała po raz pierwszy honorowy tytuł Miasta Orderu Uśmiechu dla Głuchołaz. 25 maja 2018 na stadionie w Głuchołazach, 1024 dzieci z głuchołaskich szkół i przedszkoli biło rekord Polski z wpisem do księgi Guinnessa w ułożeniu znaku graficznego Orderu Uśmiechu z okazji jego 50-lecia.
W czerwcu 2018 roku w Rabce z tej okazji w ramach Roku Ireny Sendlerowej odbyła się Międzynarodowa Konferencja Naukowa Irena Sendlerowa Dzieciom. Biografia i przesłanie Kawalera Orderu Uśmiechu. Po raz drugi członkowie Międzynarodowej Kapituły Orderu Uśmiechu spotkali się poza Warszawą i wybrali osoby, które zostaną wyróżnione tym odznaczeniem. Na to posiedzenie przyjechali Kawalerowie Orderu Uśmiechu z Polski, Białorusi, Izraela, Litwy, Niemiec i Sudanu. Wzięli oni również udział w nadaniu Szkole Podstawowej przy Zespole Szkół Uzdrowiskowych w Rabce-Zdroju imienia Kawalerów Orderu Uśmiechu.
W 2018 roku Order Uśmiechu został wyróżniony przez redakcję Głosu Nauczycielskiego statuetką i tytułem Inicjatywa Edukacyjna Roku 2018.

## Projekt orderu

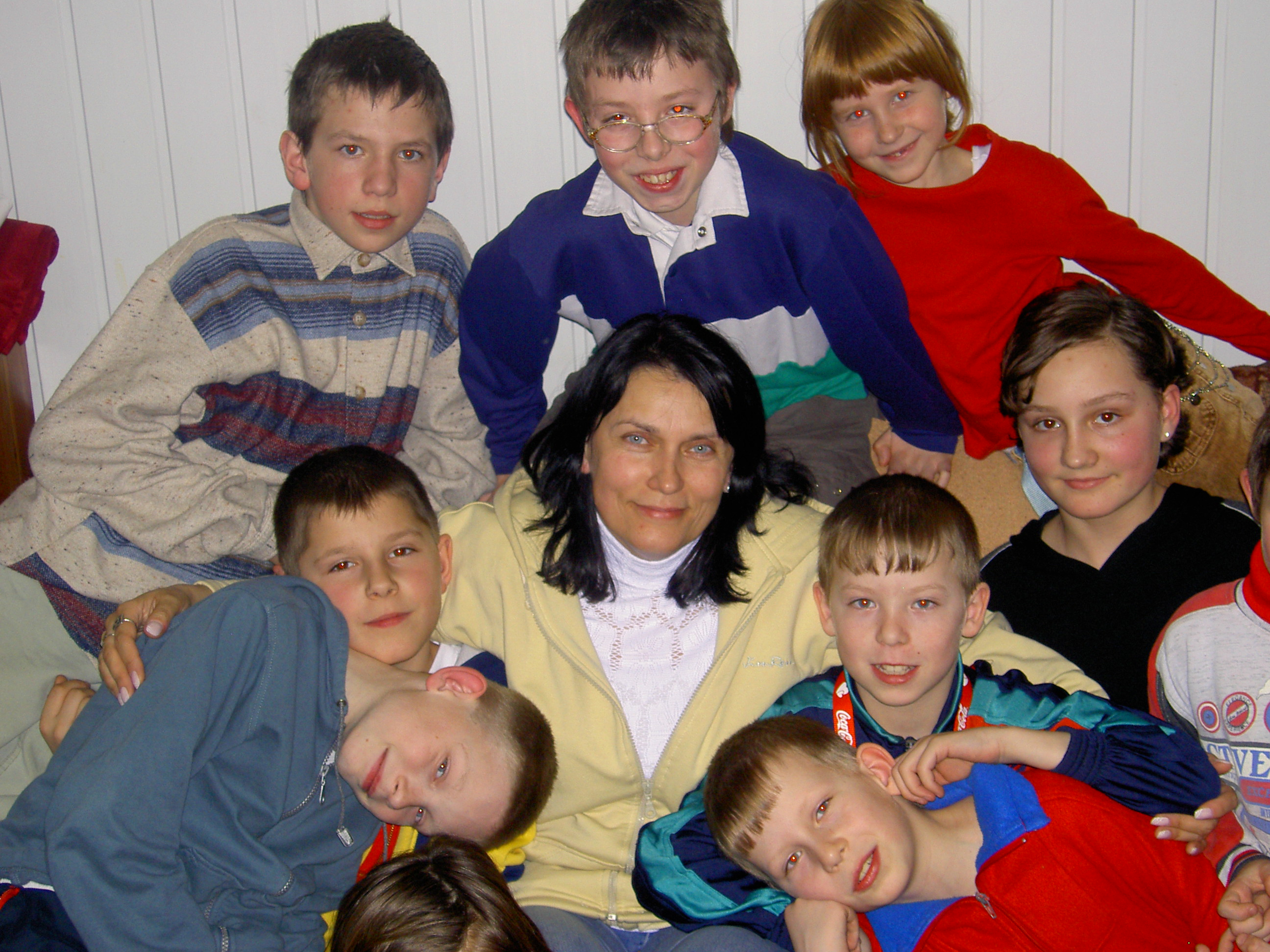
Ewa Chrobak-Szota – projektantka Orderu Uśmiechu z dziećmi w Centrum Przyjaźni Dziecięcej, Żarów, 2007. Obecnie jest Sekretarzem Międzynarodowej Kapituły Orderu Uśmiechu

Projekt Orderu Uśmiechu stworzyła dziewięciolatka z Głuchołaz – Ewa Chrobak. Od talerzyka i szklanki odrysowała słońce, do którego ręcznie dorysowała nierówne promienie. Projekt, z ponad 44 tysięcy innych, wybrało jury pod przewodnictwem Szymona Kobylińskiego, który dopracował go do znanej formy. Znak graficzny i nazwa „Order Uśmiechu” jest znakiem zastrzeżonym, do którego wyłączne prawa autorskie posiada Międzynarodowa Kapituła Orderu Uśmiechu.

## Przyznawanie Orderu
Odznaczenie – w formie medalu przedstawiającego uśmiechnięte słoneczko – przyznawane jest w Polsce przez Międzynarodową Kapitułę Orderu Uśmiechu, mieszczącą się w Warszawie, której sekretariat znajduje się w Świdnicy. Spośród kandydatur nadesłanych przez dzieci z całego świata Kapituła wybiera laureatów. Kawalerem Orderu Uśmiechu zostaje dorosły, którego działalność jest wyjątkowa, nietuzinkowa i przynosi dzieciom najwięcej radości, często ratuje ich życie.
Order przyznawany jest dwa razy do roku – wiosną i jesienią. Historycznie było to pierwszego dnia wiosny i ostatniego dnia lata. Orderu nie przyznaje się osobom zmarłym.
Prawo do używania tytułu Kawalera Orderu Uśmiechu mają jedynie osoby, którym go wręczono zgodnie z ceremoniałem. W wyjątkowych przypadkach Kanclerz Kapituły może wyrazić zgodę na odstąpienie od tradycyjnego ceremoniału, co miało miejsce w przypadku papieża Jana Pawła II, Krystyny Feldman (zmarła przed dekoracją, dlatego Order przekazano pośmiertnie) i króla Arabii Saudyjskiej Abdullaha bin Abdulaziza Al Sauda.

## Ceremonia wręczenia Orderu
Dekoracja odbywa się w szkołach, teatrach, domach kultury. Zapraszane są na nie dzieci, często również te, które składały wniosek. Pasowania dokonuje jeden lub kilku członków Kapituły. Ceremoniał zakłada, że osoba dekorująca (Kanclerz lub członek Kapituły) ma po swojej prawej stronie Herolda, który trzyma włócznię z logo orderu, po prawej stronie stoi dziecko z tacą, na której jest order, legitymacja i róża.
Ceremonię rozpoczyna Herold, trzykrotnie uderzając włócznią w podłogę i wołając: „Słuchajcie! Słuchajcie! Słuchajcie!”. Wtedy przedstawiciel Kapituły pyta: „Czy przybył tu (nazwisko nagradzanego)?”. Laureat odpowiada „Jestem”, po czym jest wprowadzany przez dzieci na scenę i staje przed przedstawicielem Kapituły. Ten, przypinając order, wypowiada formułę: „W imieniu dzieci Międzynarodowa Kapituła Orderu Uśmiechu postanowiła nadać Ci najsłoneczniejsze z odznaczeń”. Następnie uderzając różą w lewe ramię laureata mówi: „Pasuję Cię (nazwisko laureata) na Kawalera Orderu Uśmiechu i żądam, abyś na przekór wiatrom i burzom był zawsze pogodny i radość dzieciom przynosił”. Laureat odpowiada: „Przyrzekam być pogodnym i dzieciom radość przynosić”. Wtedy podczaszy wnosi puchar i oznajmia: „W pucharze kwaśna cytryna. Sprawdzimy, jak sobie poczyna Kawaler Orderu Uśmiechu”. Laureat powinien wypić sok i uśmiechnąć się. Jeśli podczas jednego spotkania nagradzanych jest kilku laureatów, ceremonia jest powtarzana dla każdego z osobna.

## Kapituła
Pierwszą przewodniczącą Kapituły była Ewa Szelburg-Zarembina. W 1976 roku została honorowa przewodniczącą, a jej miejsce zajął Cezary Leżeński redaktor naczelny „Kuriera Polskiego”, który wcześniej pełnił funkcję wiceprzewodniczącego. Po umiędzynarodowieniu Orderu w maju 1980 roku do Kapituły zostali zaproszeni: z Grecji – malarka Niki Goulandris, z ZSRR – poeta i bajkopisarz Siergiej Michałkow, ze Stanów Zjednoczonych – działaczka charytatywna Helenka Adamowska-Pantaleoni, z Indii – rysownik K. Shankar Pillai, z Ghany – pisarka Efua Theodora Sutherland oraz z Wielkiej Brytanii – aktor Peter Ustinov. W 1981 roku Leżeński został usunięty ze stanowiska redaktora naczelnego „Kuriera” i przewodniczącego Kapituły. Jego miejsce zajął kolejny redaktor naczelny Radosław Ostrowicz. W 1990, gdy gazeta „Kurier Polski” została zakupiona przez właściciela telewizji Polsat, odwołano go ze stanowiska. Nowy naczelny „Kuriera” Jacek Snopkiewicz zawiesił działalność Kapituły. Rejestracja w sądzie 16 listopada 1992 roku stowarzyszenia noszącego nazwę Międzynarodowa Kapituła Orderu Uśmiechu pozwoliła na powrócenie jej działalności. Kanclerzem został ponownie Cezary Leżeński. Po jego śmierci jego miejsce zajął dotychczasowy wicekanclerz Marek Michalak.
Kapituła nie nadaje orderu. Nadanie orderu jest możliwe wyłącznie po przesłaniu przez dzieci wniosku do Kapituły. Jej zadaniem jest sprawdzenie i zweryfikowanie czy przesłana propozycja nie została na nich wymuszona.
Na czele Międzynarodowej Kapituły Orderu Uśmiechu stoi kanclerz. Władze łącznie z kanclerzem są wybierane co 5 lat podczas Walnego Zebrania Kapituły. Zgodnie ze statutem Kapituła „skupia w swych szeregach ludzi gwarantujących niezależność myśli, obiektywizm ocen, sprawiedliwość sądów i odwagę cywilną, pozwalającą przeciwstawić się wszelkim naciskom zewnętrznym”. Członkostwo w stowarzyszeniu jest dożywotnie. Większość 60-osobowej kapituły obecnie stanowią Polacy, są w niej jednak przedstawiciele Argentyny, Armenii, Australii, Białorusi, Belgii, Czech, Francji, Gruzji, Izraela, Japonii, Kanady, Litwy, Niemiec, Rumunii, Serbii, Tunezji, Ukrainy, USA, Węgier, Wielkiej Brytanii i Włoch.
W sierpniu 2021 Marek Michalak, Kanclerz Kapituły Orderu Uśmiechu zapowiedział, że na najbliższym posiedzeniu gremium zajmie się stworzeniem nieistniejącej jak dotąd procedury, która będzie umożliwiała odebranie odznaczonej wcześniej osobie przyznanego jej Orderu Uśmiechu. Decyzja ta została podjęta po tym jak podczas swojego rozważania na Jasnej Górze, ksiądz biskup Antoni Długosz relatywizował problem pedofilii wśród duchownych. Kapituła Orderu Uśmiechu jednoznacznie potępiła wówczas jego wypowiedzi.

### Kanclerze
- Ewa Szelburg-Zarembina 1968–1976 (została honorowym przewodniczącym)
- Cezary Leżeński 1976–1981, 1992–2006
- Radosław Ostrowicz 1982–1990
- Marek Michalak od 19 stycznia 2007

### Nagrody
24 lipca 2001 roku Fundacja Ekumeniczna „Tolerancja” nagrodziła Międzynarodową Kapitułę Orderu Uśmiechu dyplomem i medalem „Zasłużony dla Tolerancji” za „wybitne osiągnięcia w krzewieniu idei tolerancji”.
W 2003 roku władze Rabki-Zdroju „w dowód uznania za pracę oraz szczególne zasługi dla Miasta Dzieci Świata” nadały Międzynarodowej Kapitule Orderu Uśmiechu Medal 50-lecia Miasta Rabka-Zdrój, zaś władze Warszawy – Medal „IV Wieki Stołeczności Warszawy”.
W 2008 roku Zarząd Fundacji „Dziecięcy Uśmiech” w Skierniewicach z okazji 40-lecia Orderu Uśmiechu nagrodził Międzynarodową Kapitułę Orderu Uśmiechu Statuetką „Serce za Serce”.
W 2015 roku Międzynarodowa Kapituła Orderu Uśmiechu została wyróżniona Odznaką Honorową Primus In Agendo przez Ministra Pracy i Polityki Socjalnej, zaś w 2016 roku Odznaką Honorową za Zasługi dla Ochrony Praw Dziecka Infantis Dignitatis Defensori przez Rzecznika Praw Dziecka.
Polskie Towarzystwo Pedagogiczne wybrało monografię „Order Uśmiechu – wspólny świat dzieci i dorosłych” Marka Michalaka „Pedagogiczną Książką Roku 2020” wyróżniając ją w konkursie na wybitną monografię naukową z zakresu nauk pedagogicznych lub nauk pokrewnych mającą istotny wpływ na rozwój polskiej myśli pedagogicznej za 2020 r.

## Kawalerowie i Damy Orderu Uśmiechu

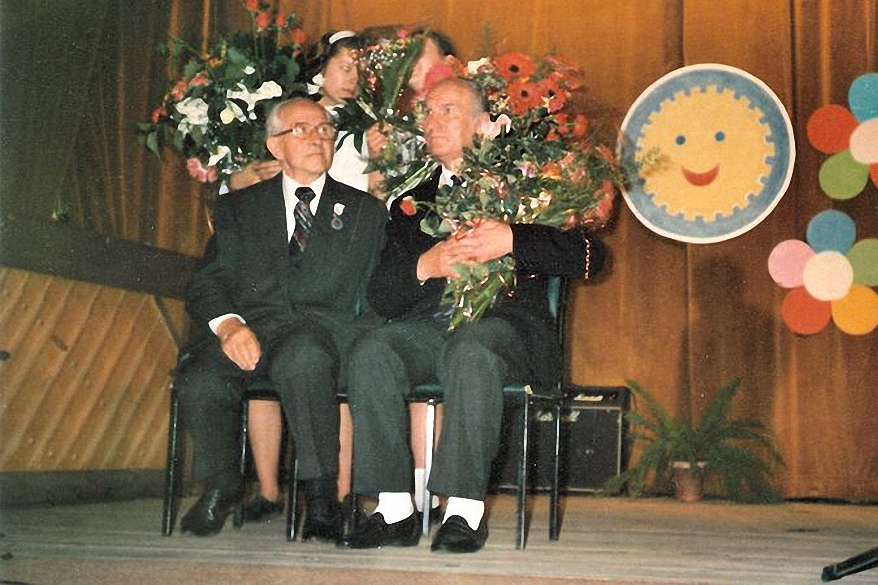
Uroczystość wręczenia Orderu Uśmiechu (1989)

Najmłodszym Kawalerem Orderu Uśmiechu został w 1994 roku 23-letni wówczas Marek Michalak; najstarszą odznaczoną tym orderem osobą była zaś 97-letnia (w 2007 roku) Irena Sendlerowa (zm. 2008). W 2016 najmłodszą wyróżnioną orderem została 19-letnia Malala Yousafzai.
Kawalerami Orderu Uśmiechu są m.in.:
- dostojnicy religijni, arystokraci i politycy – papieże Jan Paweł II i Franciszek, Dalajlama XIV, kardynałowie Henryk Gulbinowicz, Franciszek Macharski, Ignacy Jeż; ks. bp Antoni Długosz, król Arabii Saudyjskiej Abdullah bin Abdulaziz Al Saud, królowa Szwecji Sylwia, księżniczka Anna, księżna Yorku Sarah Ferguson, Dagmar Havlová, księżna Maria Sapieha, Nelson Mandela, Kurt Waldheim, szejka Moza bint Nasser, cesarzowa Farah Pahlawi
- aktorzy i reżyserzy – Ewa Błaszczyk, Anna Dymna, Alina Janowska, Krystyna Feldman, Piotr Fronczewski, Ryszarda Hanin, Krzysztof Janczak, Zygmunt Kęstowicz, Irena Kwiatkowska, Władysław Nehrebecki, Steven Spielberg, Jerzy Stuhr, Peter Ustinov, Oprah Winfrey, Andrzej Maleszka;
- działacze społeczni i pedagodzy – prof. Jadwiga Bińczycka, Zbigniew Czarnuch, Hanna i Antoni Gucwińscy, Marek Kotański, Henryka Krzywonos, Dominika Kulczyk, Jacek Kuroń, Jolanta Kwaśniewska, prof. Maria Łopatkowa, Marek Michalak, Wacław Milke, Krystyna Mrugalska, ks. Arkadiusz Nowak, Janina Ochojska, prof. Julian Radziewicz, hm. Danuta Rosner, Irena Sendlerowa, Halina Marszał-Sroczyńska, Matka Teresa z Kalkuty, Mariele Ventre, Jerzy Owsiak, Wanda Traczyk-Stawska;
- dziennikarze – Lesław Skinder;
- lekarze – dr Wanda Błeńska, prof. Wiktor Dega, prof. Olech Szczepski, prof. Krystyna Dobosiewicz, prof. Hilary Koprowski, prof. Edward Malec, prof. Jacek Moll, prof. Zbigniew Religa, dr Helena Pyz, prof. Eugenia Zdebska, prof. Marian Zembala, prof. Alicja Chybicka, prof. Henryk Skarżyński;
- piosenkarze i muzycy – Eleni, Majka Jeżowska, Barbara Kolago, Paweł Kukiz, Wiesław Ochman, Ryszard Rynkowski, Irena Santor, Grażyna Świtała, Jan Wojdak; Robert Janowski
- sportowcy – Otylia Jędrzejczak, Marian Woronin, Jakub Błaszczykowski, Marcin Gortat, Robert Lewandowski;
- twórcy literatury i poezji dla dzieci i młodzieży – Alina Centkiewicz i Czesław Centkiewicz, Henryk Chmielewski, Wanda Chotomska, Irena Conti Di Mauro, Arkady Fiedler, Dorota Gellner, Tove Jansson, Irena Jurgielewiczowa, Ludwik Jerzy Kern, Maria Kownacka, Joanna Kulmowa, Cezary Leżeński, Adam Słodowy, Astrid Lindgren, Małgorzata Musierowicz, Edmund Niziurski, Hanna Ożogowska, Joanna Papuzińska, Renata Piątkowska, Janina Porazińska, Janusz Przymanowski, J.K. Rowling, Ewa Szelburg-Zarembina, Alfred Szklarski, ks. Jan Twardowski, Barbara Wachowicz, Wojciech Żukrowski, Lech Konopiński;
- artyści plastycy – Jerzy Kolecki, Janusz Grabiański, Adam Kilian, Zbigniew Lengren, Danuta Muszyńska-Zamorska, Andrzej Renes, Wanda Rodowicz, Zbigniew Rychlicki.

## Pozbawienie Orderu Uśmiechu
Jedyną dotychczas osobą pozbawioną tego odznaczenia był ks. Stanisław S., były kapelan Solidarności i działacz społeczny. Decyzja Międzynarodowej Kapituły Orderu Uśmiechu została podjęta w kwietniu 2024 roku w związku z zarzutami dotyczącymi wykorzystywania seksualnego nieletnich, które miały miejsce wiele lat wcześniej. Choć sprawa karna nie zakończyła się wyrokiem z powodu przedawnienia, kapituła uznała, że te oskarżenia stoją w sprzeczności z wartościami, które reprezentuje Order Uśmiechu.

## Kluby Kawalerów Orderu Uśmiechu
Przy Stowarzyszeniu powstają lokalne Kluby Kawalerów Orderu Uśmiechu. Pierwszy powstał w Poznaniu, a jego założycielem był Edmund Oses. Jeden z nich działa w Małopolsce. W 2004 roku powstał Świętokrzyski Klub Kawalerów Usmiechu. Ich celem jest wspierania działań Kawalerów, wspólne wystąpienia publiczne i prowadzenie akcji informacyjnej. Poznański klub przyznaje tytuł Ambasadorów Orderu Uśmiechu.

## Upamiętnienie

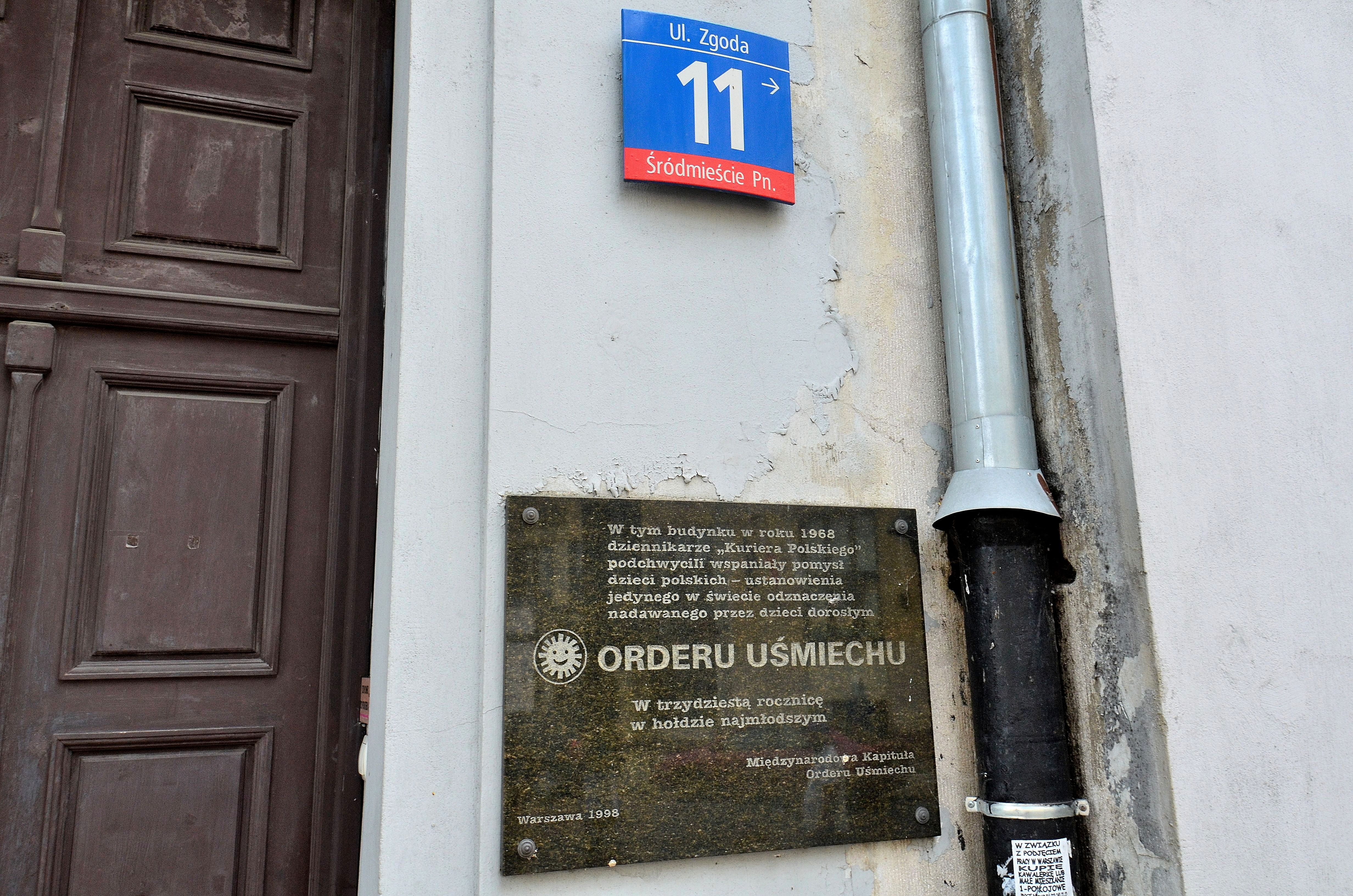
Tablica pamiątkowa przy ul. Zgoda 11 w Warszawie

W 1979 roku powstał film animowany Kawaler Orderu Uśmiechu z udziałem Bolka i Lolka. Scenariusz napisał twórca rysunkowych postaci, kawaler Orderu Uśmiechu, Władysław Nehrebecki. Film dokończono po jego śmierci. Logo Orderu Uśmiechu pojawiało się w czołówce serii Przygody Bolka i Lolka.
W 1998 roku w 30. rocznicę ustanowienia Orderu Uśmiechu, na budynku przy ul. Zgoda 11, w której mieściła się redakcja Kuriera Polskiego, odsłonięto granitową tablicę pamiątkową ufundowaną przez Międzynarodową Kapitułę Orderu Uśmiechu.
W Głuchołazach powstał skwer Kawalerów Orderu Uśmiechu, a od 2013 roku w alei Kawalerów Orderu Uśmiechu odsłaniane są przez Kawalerów tabliczki zawierające podpis, nazwisko laureata, logo Orderu oraz rysunek uśmiechu wykonany przez wyróżnionego, który jest zapraszany do jej odsłonięcia.
We wrześniu 2018 roku poznańscy radni podjęli decyzję o nazwaniu alejki spacerowej w parku Starego Koryta Warty Aleją Orderu Uśmiechu.
20 stycznia 2023 roku żywieccy radni podjęli uchwałę, aby położony w Żywcu skwer nazwać skwerem „Kawalerów Orderu Uśmiechu”.

## Placówki im. Kawalerów Orderu Uśmiechu
Imię Kawalerów Orderu Uśmiechu szkołom i innym placówkom wychowawczo-edukacyjno-opiekuńczym, po otrzymaniu zgody od Międzynarodowej Kapituły Orderu Uśmiechu, nadają organy prowadzące, zgodnie za statutem danej placówki. Pierwszą szkołą, która je otrzymała, była Publiczna Szkoła Podstawowa w Skorogoszczy. Uroczystość odbyła się 21 marca 2002 roku. Ponieważ liczba placówek rosła, tak, że w 2005 roku było ich ponad pięćdziesiąt, zaproponowano organizowanie spotkań placówek noszących to imię. Otrzymały one nazwę Ogólnopolskie Zloty Szkół i Placówek im. Kawalerów Orderu Uśmiechu, a patronuje im Międzynarodowa Kapituła Orderu Uśmiechu. Inicjatorem przedsięwzięcia było Gimnazjum nr 2 w Wałbrzychu, gdzie odbył się pierwszy zlot w 2005 roku, kolejne miały miejsce – w 2006 roku w Nysie, 2007 – w Świdnicy, 2008 – w Głogowie, 2009 – w Krakowie, 2010 – w Mysłowicach, 2011 – w Suliszewie, 2012 – w Warnicach, 2013 – w Kobylnicy, 2014 – w Mrzeżynie, 2015 – w Śremie, 2016 – w Osieku, 2017 – w Osiecznicy, 2018 – w Hucie, 2019 – w Grali Dąbrowiźnie.

## Publikacje książkowe o Orderze Uśmiechu
- Cezary Leżeński, Za jeden uśmiech, Warszawa: Horyzonty, 1996, ISBN 83-86873-03-5.
- Order Uśmiechu na świecie. Kto jest kim? Order of Smile Worlwide. Who is who?, Toruń–Warszawa: Graffiti BC, 1999, ISBN 83-900784-0-6.
- Henryk Łyczek, Ludzie Wielkiego Serca – Kind-hearted people, Warszawa: Międzynarodowa Kapituła Orderu Uśmiechu, 2000, ISBN 978-83-908493-9-3.
- Henryk Łyczek, Fenomen Orderu Uśmiechu – The Phenomenon of the Order of a smile, Warszawa 2003, ISBN 83-917565-8-0.
- Tadeusz Belerski, Kawalerowie Orderu Uśmiechu, Warszawa: Wydawnictwo Meissner&Partners, 2013, ISBN 978-83-936179-1-3.
- Anna Czerwińska-Rydel, Medal za uśmiech..., czyli dzieci mają głos!, Łódź: Wydawnictwo Literatura, 2018, ISBN 978-83-7672-637-3.
- Tadeusz Belerski, Kawalerowie Orderu Uśmiechu. Słońce i serce., Warszawa: Międzynarodowa Kapituła Orderu Uśmiechu, 2020, ISBN 978-83-956886-0-7.
- Marek Michalak, Order Uśmiechu – wspólny świat dzieci i dorosłych, Warszawa: Międzynarodowa Kapituła Orderu Uśmiechu, 2020, ISBN 978-83-956886-1-4.
- Marek Michalak, Wielcy przyjaciele dzieci, Warszawa: Wydawnictwo Dwukropek, 2023, ISBN 978-83-814-1376-3.
- Marek Michalak, Opowieści o prawach dziecka, Wydawnictwo IBIS, Konin 2023, ISBN 978-83-67861-48-9.